# Osmerus
 (décembre 2024).
Si vous disposez d'ouvrages ou d'articles de référence ou si vous connaissez des sites web de qualité traitant du thème abordé ici, merci de compléter l'article en donnant les références utiles à sa vérifiabilité et en les liant à la section « Notes et références ».
Genre
Osmerus (les éperlans) est un genre de poissons marins osmériformes voisin des saumons.
Ces poissons mesurent entre 7 et 15 cm. Leur régime alimentaire est composé de petits crustacés et les plus gros peuvent se nourrir de petits poissons. Ils vivent en mer et remontent parfois les estuaires. Autrefois beaucoup pêchés pour leur fin parfum et leur chair délicate, leur pêche est maintenant fortement réglementée.
On reconnaît deux espèces : Osmerus mordax (éperlan arc-en-ciel) en Amérique du Nord et Osmerus eperlanus (éperlan d'Europe) en Europe.  C'est un poisson qui remonte les cours d'eau pour frayer.  En Amérique du Nord, on le retrouve du Labrador jusqu'en Virginie, dans le golfe du Saint-Laurent jusqu'aux Grands Lacs.  En Europe, on le voit de la Seine et la Manche à la mer du Nord et la mer Baltique et, en discontinuité, en Islande, au Groenland et au Spitzberg.
Sur la façade atlantique, on appelle très souvent « éperlan » un poisson qui est en fait une athérine (Atherina presbyter Cuvier, 1829), également appelé « prêtre », « joël » ou « faux éperlan ».

## Prédateurs
Les éperlans font partie du menu des marsouins.

## Pêche
L’éperlan est pêché principalement au carrelet, filet horizontal descendu verticalement dans l'eau. Il est aussi pêché à la ligne : flotteur, micro train de plumes, etc. (dans les aménagements portuaires).

## Liste des espèces
- Osmerus eperlanus (Linnaeus, 1758) - éperlan d'Europe
- Osmerus mordax (Mitchill, 1814) - éperlan arc-en-ciel, éperlan de lac, éperlan d'Amérique